# Tritea (mitología)
En la mitología griega Tritea (en griego Τρίτεια, Tríteia) era una hija Tritón y personaje epónimo de Tritea.
«Unos dicen que el fundador de Tritea fue Célbidas y que vino de Cime, del país de los ópicos [oscos]. Otros dicen que Ares se unió a Tritea, una hija de Tritón, y que la doncella era sacerdotisa de Atenea, y que Melanipo, hijo de Ares y de Tritea, cuando creció fundó la ciudad y le puso el nombre por su madre».